# جيفري رايت
جيفري رايت (بالإنجليزية: Jeffrey Wright)‏ (مواليد 7 ديسمبر 1965) ممثل أمريكي، حاصل على جائزة الإيمي 2004 لأفضل ممثل مساند في مسلسل قصير عن دوه في ملائكة في أمريكا، كما حصل بنفس الدور على جائزة الغولدن غلوب 2004.

## مواقع خارجية
- جيفري رايت على موقع IMDb (الإنجليزية)
- جيفري رايت على موقع روتن توميتوز (الإنجليزية)
- جيفري رايت على موقع قاعدة بيانات الأفلام العربية
- جيفري رايت على موقع قاعدة بيانات الأفلام العربية
- جيفري رايت على موقع ألو سيني (الفرنسية)
- جيفري رايت على موقع ميوزك برينز (الإنجليزية)
- جيفري رايت على موقع تيرنر كلاسيك موفيز (الإنجليزية)
- جيفري رايت على موقع أول موفي (الإنجليزية)
- جيفري رايت على موقع بوكس أوفيس موجو (الإنجليزية)
- جيفري رايت على موقع قاعدة بيانات برودواي على الإنترنت (الإنجليزية)
- HBO cast page for Angels in America